# Баумгартнер, Аполлинарис Уильям
Аполлинарис Уильям Баумгартнер (англ. Apollinaris William Baumgartner; 24 июля 1899 года, College Point (Куинс), Нью-Йорк, США — 18 декабря 1970 года, Хагатна, Гуам) — католический прелат, апостольский викарий Гуама с 25 августа 1945 по 13 января 1947 года, апостольский администратор Окинавы и Южных островов Рюкю с 13 января 1947 года по 21 января 1949 года, епископ Аганьи с 14 октября 1965 года по 18 декабря 1970 года. Член монашеского ордена капуцинов.

## Биография
Родился в 1899 году в нью-йоркском районе Квинс, США. В 1919 году вступил в монашеский орден капуцинов, где принял монашеское имя Аполлинарий. 30 мая 1926 года рукоположён в священники в монашеском ордене капуцинов. Обучался в Колумбийском университете. Служил в архиепархии Нью-Йорка.
25 августа 1945 года римский папа Пий XII назначил его апостольским викарием Гуама и титулярным епископом Иоппы. 18 сентября 1945 года состоялось его рукоположение в епископы, которое совершил титулярный архиепископ Лаодикеи Фригийской, апостольский делегат в США Амлето Джованни Чиконьяни в сослужении с титулярным епископом Илиума Еугеном-Джозефом МанГиннесом и епископом Камдена Бартоломью Джозефом Остейсом.
13 января 1947 года назначен апостольским администратором Окинавы и Южных островов Рюкю. На этой должности находился до 21 января 1949 года.
14 октября 1965 года римский папа Павел VI назначил его епископом Аганьи.
Участвовал в работе II Ватиканского собора.
По его приглашению на Гуам прибыли несколько женских монашеских конгрегаций. Основал первую семинарию и католическую среднюю школу для мальчиков на Гуаме. Построил кафедральный собор Сладчайшего Имени Марии.
Скончался в декабре 1970 года в Хагатне.